# 1866 in Italia

## Avvenimenti
- 1º gennaio: entra in vigore il Codice civile[1].

- 8 aprile : trattato d’alleanza tra Italia e Prussia contro l’Austria; Bismarck garantisce il Veneto all’Italia[2].

- 5 maggio : primo numero de Il Secolo, giornale di orientamento democratico. Negli anni moltiplicherà la diffusione passando da 26 000 a 200 000 copie, diventando il primo quotidiano italiano[3][4].

- 11 giugno: convenzione segreta tra Francesco Giuseppe e la Francia. L'imperatore ottiene la neutralità francese in Italia[5].

- 20 giugno :
  - Bettino Ricasoli diventa presidente del Consiglio[6] (Governo Ricasoli II).
  - Terza guerra d'indipendenza italiana : l’Italia, alleata della Prussia, dichiare la guerra all’Impero austriaco[2].

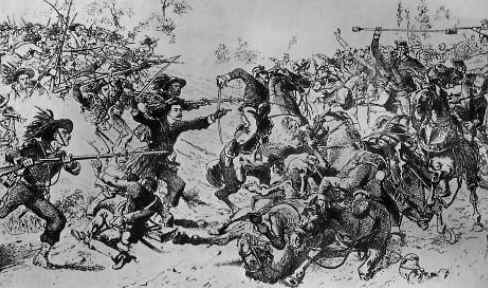
25 giugno : Battaglia di Custoza

- 24 giugno: l’esercito italiano del generale La Marmora, capo di stato maggiore, nonostante la superiorità numerica, è sconfitto dagli austriaci del’arciduca Alberto alla battaglia di Custoza (25 giugno)[5].

- 3 luglio : battaglia di Monte Suello[7].
- 7 luglio: promulgazione della legge per la soppressione delle corporazioni religiose[8].
- 18 luglio : battaglia di Pieve di Ledro; vittoria italiana[7].

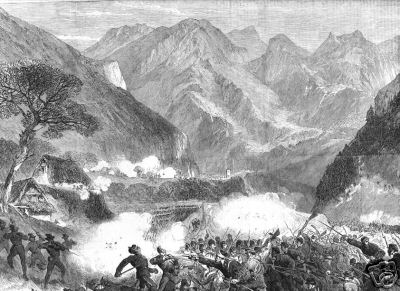
20 luglio : Garibaldi a Bezzecca

- 20 luglio : la flotta italiana dell’ammiraglio Persano è sconfitta a Lissa dagli austriaci[9]. Persano è giudicato dal Senato riunito in Alta corte di giustizia[10].

- 21 luglio : Garibaldi e i suoi volontari sono vincitori sugli austriaci alla Bezzecca[11][12].

- 9 agosto alla richiesta di fermare la sua avanzata verso Trento Garibaldi invia il famoso telegramma "Obbedisco"[13]

- 12 agosto : armistizio di Cormons[12].

- 16-22 settembre : sollevazione popolare che è durata sette giorni e mezzo  (Rivolta del sette e mezzo) a Palermo e in Sicilia[14].

- 3 ottobre : pace di Vienna: l'Austria cede il Veneto, il Friuli e la provincia di Mantova alla Francia, che poi li trasferisce al Regno d'Italia. Mantiene invece Trento e Trieste[15][16].

- 12 ottobre: nasce a Verona il quotidiano L'Arena[17].

- 21 ottobre : il Veneto e il territorio di Mantova si pronunciano, tramite plebiscito a favore dell’annessione al Regno d’Italia[18].

- 31 ottobre – Riapre il teatro La Fenice a Venezia, era chiuso dal 1859 a causa dell'occupazione austriaca.

- vengono fondate le Officine Galileo.

- viene attivata la Ferrovia Brescia-Cremona.

## Cultura
- a Torino l'editore Negro pubblica Una peccatrice, romanzo di Giovanni Verga.
- esce Una nobile follia, romanzo di Iginio Ugo Tarchetti. Sarà ripubblicato nel 1874 da Sonzogno  Una nobile follia, su books.google.it. URL consultato il 16 maggio 2025.